# Vus
Vus (en serbe cyrillique : Вус) est un village de Serbie situé dans la municipalité de Crna Trava, district de Jablanica. Au recensement de 2011, il comptait 9 habitants.

## Démographie
| 1948 | 1953 | 1961 | 1971 | 1981 | 1991 | 2002 | 2011 |
| ---- | ---- | ---- | ---- | ---- | ---- | ---- | ---- |
| 75   | 84   | 82   | 71   | 41   | 26   | 19   | 9    |

|  |